# 足利義根
足利 義根（あしかが よしね/よしもと）は、江戸時代後期の阿波国徳島藩の人物。平島公方9代。8代平島義宜の次男。脱藩前の石高は1190石。

## 生涯
宝暦12年（1762年）に兄の義智が家督を継ぐ前に早世したので、家督を継ぐ。学問を好み漢詩に長けていた。京より儒学者の島津華山を招聘し、平島館の屋敷内に栖龍閣と称する家屋を与え、一族家臣、近郷の同好の士を集め、華山に師事し、義根の師匠として教育を依頼した。義根は学問を好み、文才に長け、徳島藩の儒学者那波魯堂や多くの文人、墨客、高僧、名士らと交わり、京にも上り公家や文人らと交流を重ねた。著書に『栖龍閣詩集』（天明6年（1786年）頃発行、原本は阿南市有形文化財・阿波公方民俗資料館蔵）がある。島津華山の養子朝彦梁が編纂を手伝い、京に居を定めた時も従っている。
文化2年（1805年）、多くの文人らが出入りするため、出費が何かと多く、藩主蜂須賀治昭に増禄を願い出たが、父の義宜の頃に950石加増されたこともあってか容れられず、蜂須賀家から離反して阿波の地を去ることを決めた。病気療養を名目に阿波退去の許可を請うた。藩主・蜂須賀治昭は好学であったため義根の教養を惜しんで引き留めたが、義根の意志は変わらなかったため阿波退去を許可し、義根には餞別として銀300枚を、平島家代々の墓がある西光寺には墓守料50石を与えた。
退去の真相は明らかではないが、父の義宜の頃より平島家が松平大和守や大奥を刺激した蜂須賀重喜追い落とし工作に対する蜂須賀家の平島家への意趣返し（栄典の剥奪など）に耐えかねたという説や、屋敷や領内の七浦山の上質の木材を未処分のままあわただしく退去していることから、義根の子・義寛を紀州藩に仕官させる内約があったため急いで退去したという説がある。しかし、急いで退去したと言うには疑問がある。というのは、退去を公方家が阿波藩に届けてからかなり経過していること、それについて退去督促状を阿波藩が公方家側に出していること、退去費用捻出のために屋敷の施設を各所に売却するなどしていたこと、退去時の同行家臣は公方が平島に居着く以前の者に限ることなどを阿波藩が布告し、その通りにさせていることなどが挙げられる。また、義寛の仕官の伺いは、阿波退去後に出されていること、安政年間に、養子の義俊が紀州藩家老宛に「知行地もしくは邸宅下賜の願い」を出していることなどが挙げられる。
義根は紀州から京へと入ると、足利姓に復した。紀州徳川家からの援助があったと伝えられ、京に住した平島公方家には、紀州徳川家から毎年200両の援助があり、明治30年（1897年）頃まで援助が続いた。また、等持院など足利氏ゆかりの寺院からの援助で細々と食いつないでいた。
文政9年（1826年）10月8日、北野七本松（現在の一条七本松）にあった崇禅寺にて卒去した。